# Insediamenti protostorici del Monte Capanne
I villaggi protostorici del Monte Capanne, situati nel settore occidentale dell'isola d'Elba, appartengono ad una fase dell'Età del Bronzo compresa tra il 1700 e il 1000 a.C.
Collegati visivamente tra essi, erano situati su crinali e contrafforti del Monte Capanne e dei rilievi vicini, non distanti da corsi d'acqua a regime stagionale ed ubicati ad un'altitudine compresa tra i 400 e i 900 m. I reperti rinvenuti nei vari siti testimoniano una società nettamente agricolo-pastorale: macine e macinelli in pietra lavica proveniente dall'Alto Lazio, pesi da telaio, rocchetti e fusaiole in argilla, vasi ingubbiati usati per bollire il latte, frammenti di fornelli fittili, pietre pomici verosimilmente usate per levigare le pelli e ciottoli marini usati come riscaldatori per il latte nella produzione di formaggi.
Gli insediamenti erano costituiti da capanne a pianta ellittica con basamento in pietra, corredate di copertura in legno ed argilla come documentato da rinvenimenti d'intonaco rinvenuti nel villaggio di San Bartolomeo (Chiessi). Le necropoli consistevano in piccole sepolture rupestri ricavate nelle numerose cavità dei massi monzogranitici del Monte Capanne.
In più casi (Le Calanche, Le Mure, La Tabella) sono presenti basse cinte murarie edificate inglobando grosse formazioni rocciose.
I materiali provenienti da questi siti sono conservati presso il Museo archeologico di Marciana.

## I principali insediamenti
- Monte Giove (Marciana)
- Masso dell'Aquila (Marciana)
- Serraventosa (Marciana)
- Crino delle Puntate (Poggio)
- Crino di Montecristo (Poggio)
- Monte Maolo (Poggio)
- Calanche (Poggio), il villaggio più elevato (900 m).
- Masso alla Guata (San Piero in Campo)
- Piane del Canale (San Piero in Campo)
- Sassi Ritti (San Piero in Campo)
- Sasso (San Piero in Campo)
- Chiusa Borsella (San Piero in Campo)
- Campitini (San Piero in Campo)
- Gombale (Seccheto)
- Mure (Pomonte)
- Caprilacci (Pomonte)
- Piane alla Terra (Pomonte)
- San Bartolomeo (Chiessi)